# Неприводимое представление
Неприводимое представление {\displaystyle (\rho ,V)} алгебраической структуры {\displaystyle A} — это ненулевое представление, которое не имеет собственного подпредставления {\displaystyle (\rho |_{W},W),W\subset V}, замкнутого по {\displaystyle \{\rho (a):a\in A\}}.
Любое конечномерное унитарное представление на эрмитовом векторном пространстве {\displaystyle V} является прямой суммой неприводимых представлений. Поскольку неприводимые представления всегда неразложимы (то есть не могут быть разложены далее на прямую сумму представлений), эти термины часто путаются. Однако, в общем случае, существует много приводимых, но неразложимых представлений, таких как двумерное представление вещественных чисел, действующее посредством верхних треугольных унипотентных матриц.

## История
Теорию представления групп обобщил Ричард Брауэр в 1940-х годах, дав модульную теорию представления, в которой матричные операции действуют на векторном пространстве над полем {\displaystyle K} с произвольной характеристикой, а не  векторное пространство над полем  вещественных чисел или над полем комплексных чисел. Структура, аналогичная неприводимому представлению в получающейся теории, — это простой модуль.

## Обзор
Пусть {\displaystyle \rho } будет представлением, то есть гомоморфизмом {\displaystyle \rho :G\to GL(V)} группы {\displaystyle G}, где {\displaystyle V} является  векторным пространством над полем {\displaystyle F}. Если мы выберем базис {\displaystyle B} для {\displaystyle V}, {\displaystyle \rho } можно считать функцией (гомоморфизмом) из группы в множество обратимых матриц и в этом контексте представление называется матричным представлением. Однако всё сильно упрощается, если мы рассматриваем пространство {\displaystyle V} без базиса.
Линейное подпространство {\displaystyle W\subset V} называется {\displaystyle G}-инвариантом, если {\displaystyle \rho (g)w\in W} для всех {\displaystyle g\in G} и всех {\displaystyle w\in W}. сужение {\displaystyle \rho } на {\displaystyle G}-инвариантное подпространство {\displaystyle W\subset V} известно как подпредставление. Говорят, что представление {\displaystyle \rho :G\to GL(V)} неприводимо, если оно имеет лишь тривиальные подпредставления (все представления могут образовать подпредставление с тривиальными {\displaystyle G}-инвариантными подпредставлениями, например, со всем векторным пространством {\displaystyle V} и {0}). Если существует собственное нетривиальное инвариантное подпространство {\displaystyle \rho }, говорят, что представление приводимо.

### Обозначения и терминология представления групп
Элементы группы могут быть представлены матрицами, хотя термин «представлена» имеет специфичное и точное значение в данном контексте. Представление группы — это отображение из элементов группы в полную линейную группу матриц. Пусть a, b, c... означают элементы группы G с групповым произведением, которое не отражается каким-либо символом, то есть ab является групповым произведением a и b, которое также является элементом группы G. Пусть представления обозначаются буквой D. Представление элемента a записывается как
{\displaystyle D(a)={\begin{pmatrix}D(a)_{11}&D(a)_{12}&\cdots &D(a)_{1n}\\D(a)_{21}&D(a)_{22}&\cdots &D(a)_{2n}\\\vdots &\vdots &\ddots &\vdots \\D(a)_{n1}&D(a)_{n2}&\cdots &D(a)_{nn}\\\end{pmatrix}}}
По определению представлений групп представление группового произведения переводится в умножение матриц представлений:
{\displaystyle D(ab)=D(a)D(b)}
Если e является нейтральным элементом группы (так, что {\displaystyle ae=ea=a}), то D(e) является единичной матрицей, поскольку мы должны иметь
{\displaystyle D(ea)=D(ae)=D(a)D(e)=D(e)D(a)=D(a)}
и то же самое для других элементов группы. Последние два утверждения соответствуют требованию, чтобы D было гомоморфизмом групп.

### Разложимые и неразложимые представления
Представление разложимо, если подобная матрица P может быть найдена для преобразования подобия:
{\displaystyle D'(a)\equiv P^{-1}D(a)P},
которая диагонализирует любую матрицу в представлении в диагональные блоки — каждый из блоков является представлением группы независимо друг от друга. Говорят, что представления D(a) и D′(a) эквивалентны. Представление может быть разложено в прямую сумму k матриц:
{\displaystyle D'(a)=P^{-1}D(a)P={\begin{pmatrix}D^{(1)}(a)&0&\cdots &0\\0&D^{(2)}(a)&\cdots &0\\\vdots &\vdots &\ddots &\vdots \\0&0&\cdots &D^{(k)}(a)\\\end{pmatrix}}=D^{(1)}(a)\oplus D^{(2)}(a)\oplus \cdots \oplus D^{(k)}(a)},
так что D(a) является разложимой и обычно метки у матриц разложения пишутся в скобках, как D(n)(a) для n = 1, 2, ..., k, хотя некоторые авторы пишут числовые метки без скобок.
Размерность D(a) равна сумме размерностей блоков:
{\displaystyle \dim[D(a)]=\dim[D^{(1)}(a)]+\dim[D^{(2)}(a)]+\cdots +\dim[D^{(k)}(a)]}
Если это невозможно, то есть {\displaystyle k=1}, то представление неразложимо.

## Примеры неприводимых представлений

### Тривиальное представление
Все группы {\displaystyle G} имеют одномерное неприводимое тривиальное представление. Более обще, любое одномерное представление является неприводимым ввиду отсутствия собственных нетривиальных подпространств.

### Неприводимые комплексные представления
Неприводимые комплексные представления конечной группы G можно описать с помощью результатов из теории характеров. В частности, все такие представления разложимы в прямую сумму неприводимых представлений и число неприводимых представлений группы {\displaystyle G} равно числу классов сопряжённости {\displaystyle G}.
- Неприводимые комплексные представления {\displaystyle \mathbb {Z} /n\mathbb {Z} } в точности задаются отображениями {\displaystyle 1\mapsto \gamma }, где {\displaystyle \gamma } является {\displaystyle n}-м корнем из единицы.
- Пусть {\displaystyle V} будет {\displaystyle n}-мерным комплексным представлением {\displaystyle S_{n}} с базисом {\displaystyle \{v_{i}\}_{i=1}^{n}}. Тогда {\displaystyle V} разлагается как прямая сумма неприводимых представлений

{\displaystyle V_{triv}=\mathbb {C} \left(\sum _{i=1}^{n}v_{i}\right)}
и ортогональное подпространство задаётся формулой:
{\displaystyle V_{std}=\left\{\sum _{i=1}^{n}a_{i}v_{i}:a_{i}\in \mathbb {C} ,\sum _{i=1}^{n}a_{i}=0\right\}}
Первое неприводимое представление является одномерным и изоморфен тривиальному представлению {\displaystyle S_{n}}. Второе является {\displaystyle n-1} мерным и известно как стандартное представление {\displaystyle S_{n}}.
- Пусть {\displaystyle G} — группа. Регулярное представление[англ.] группы {\displaystyle G} является свободным комплексным векторным пространством с базисом {\displaystyle \{e_{g}\}_{g\in G}} с групповым действием {\displaystyle g\cdot e_{g'}=e_{gg'}}, обозначаемым как {\displaystyle \mathbb {C} G.} Все неприводимые представления {\displaystyle G} появляются в разложении {\displaystyle \mathbb {C} G} как прямая сумма неприводимых представлений.

## Приложения в теоретической физике и химии
В квантовой механике и квантовой химии каждое множество вырожденных собственных состояний гамильтонова оператора составляет векторное пространство V для представления группы симметрии гамильтониана, «мультиплет», который лучше всего изучается через сведение к неприводимым частям. Обозначения неприводимых представлений поэтому позволяет назначить метки состояниям и предсказать, как они расщепятся при возмущении или перейдут в другое состояние в V. Таким образом, в квантовой механике, неприводимые представления группы симметрии системы частично или полностью определяют метки уровням энергии системы, что позволяет определить правила отбора.

## Группы Ли

### Группа Лоренца
Неприводимые представления D(K) и D(J), где J является генератором вращений, а K является генератором бустов, могут быть использованы для построения спинорного представления группы Лоренца, поскольку они связаны со спиновыми матрицами квантовой механики. Это позволяет использовать их для вывода релятивистских волновых уравнений.

### Ассоциативная алгебра
- Простой модуль
- Неразложимый модуль
- Представление ассоциативной алгебры[англ.]

### Группы Ли
- Представление алгебры Ли
- Теория представления группы SU(2)[англ.]
- Теория представления группы SL2(R)[англ.]
- Теория представления группы Галилея[англ.]
- Теория представления диффеоморфизмов групп[англ.]
- Теория представления группы Пуанкаре[англ.]
- Теорема о старшем весе[англ.]

### Книги
- H. Weyl. The theory of groups and quantum mechanics. — Courier Dover Publications, 1950. — С. 203. — ISBN 978048660269.
- Boardman A. D., O'Conner D. E., Young P. A. Symmetry and its applications in science. — McGraw Hill, 1973. — ISBN 978-0-07-084011-9.
- Heine V. Group theory in quantum mechanics: an introduction to its present usage. — Dover, 2007. — ISBN 978-0-07-084011-9.
- Heine V. Group Theory in Quantum Mechanics: An Introduction to Its Present Usage. — Courier Dover Publications, 1993. — ISBN 978-048-6675-855.

- Abers E. Quantum Mechanics. — Addison Wesley, 2004. — С. 425. — ISBN 978-0-13-146100-0.
- Martin B. R., Shaw G. Particle Physics. — 3rd. — Manchester Physics Series, John Wiley & Sons. — С. 3. — ISBN 978-0-470-03294-7.
- Weinberg S. The Quantum Theory of Fields. — Cambridge university press, 1995. — Т. 1. — С. 230–231. — ISBN 978-0-521-55001-7.
- Weinberg S. The Quantum Theory of Fields. — Cambridge university press, 1996. — Т. 2. — ISBN 978-0-521-55002-4.
- Weinberg S. The Quantum Theory of Fields. — Cambridge university press, 2000. — Т. 3. — ISBN 978-0-521-66000-6.
- Penrose R. The Road to Reality. — Vintage books, 2007. — ISBN 978-0-679-77631-4.
- Atkins P. W. Molecular Quantum Mechanics (Parts 1 and 2): An introduction to quantum chemistry. — Oxford University Press, 1970. — Т. 1. — С. 125–126. — ISBN 978-0-19-855129-4.

### Статьи
- Bargmann V., Wigner E. P. Group theoretical discussion of relativistic wave equations // Proc. Natl. Acad. Sci. U.S.A.. — 1948. — Т. 34, вып. 5. — С. 211–23. — doi:10.1073/pnas.34.5.211. — Bibcode: 1948PNAS...34..211B. — PMID 16578292. — PMC 1079095.
- Wigner E. On Unitary Representations Of The Inhomogeneous Lorentz Group // Annals of Mathematics. — 1937. — Т. 40, № 1. — С. 149. — doi:10.2307/1968551. — Bibcode: 1989NuPhS...6....9W. — JSTOR 1968551.